# Ofioscolècides
Els ofioscolècides (Ophioscolecida) són un ordre d'ofiuroïdeus.

## Taxonomia
L'ordre Ophioscolecida inclou una seixantena d'espècies en dues famílies:
- Família Ophiohelidae Perrier, 1893 (4 gèneres)
- Família Ophioscolecidae Lütken, 1869 (14 gèneres)